# Inonotus nothofagi
Inonotus nothofagi är en svampart som beskrevs av G. Cunn. 1948. Inonotus nothofagi ingår i släktet Inonotus och familjen Hymenochaetaceae.   Inga underarter finns listade i Catalogue of Life.

## Bildgalleri

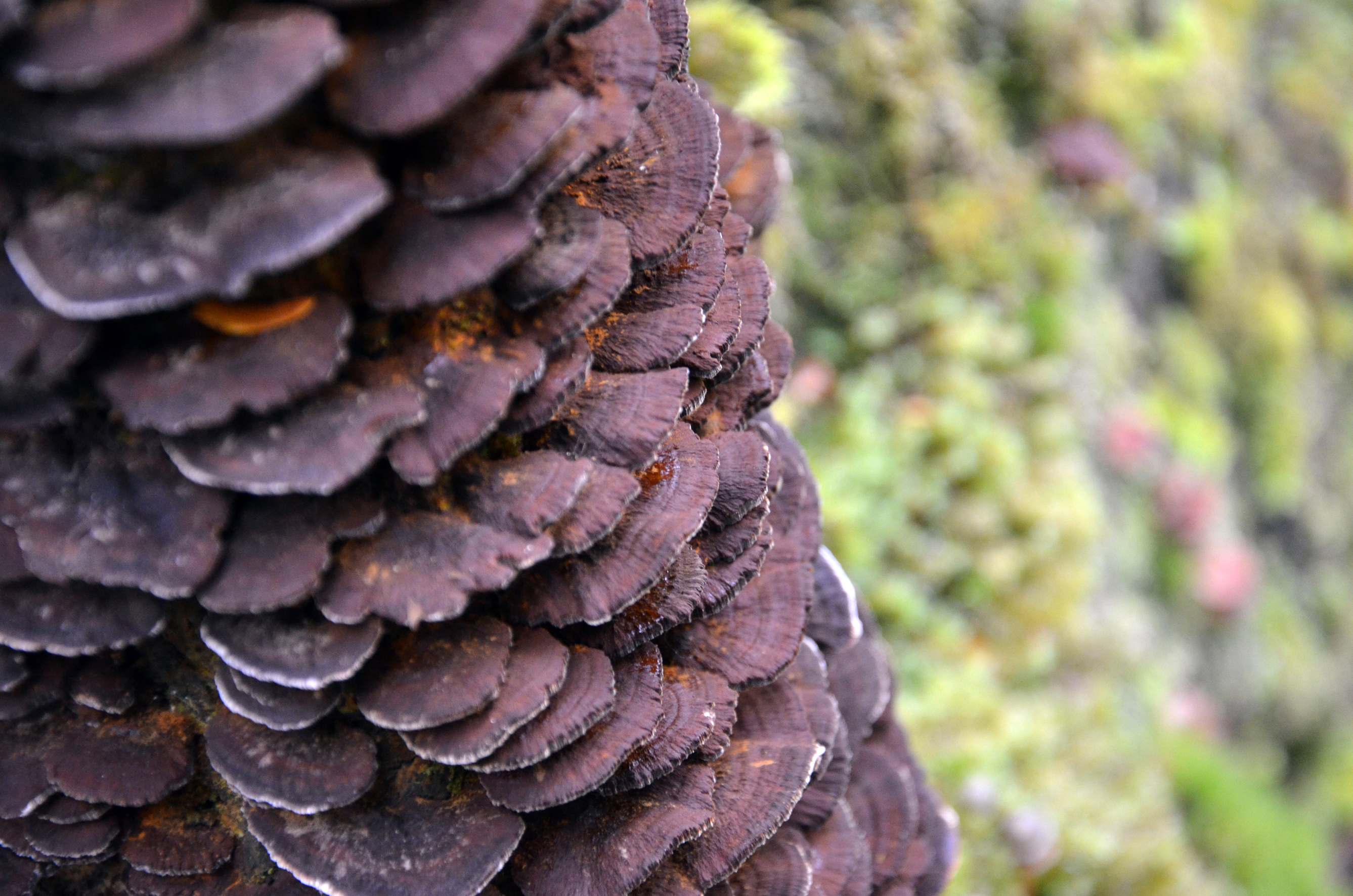